# 蕃地 (大湖郡)
新竹州大湖郡蕃地於大正九年（1920年）成立，轄區包括今苗栗縣泰安鄉。

## 行政區劃
轄域內分為：
- 今八卦村：

パカリー社（八卦力）、セッカオン社（薛稼鞍/雪見）
- 今錦水村：

タビラス社（打必歷/汶水）、虎子山（泰安溫泉）
- 今清安村：

マバトアン社（馬都安/大坪）
- 今大興村：

タバライ社（他巴來/高熊峠）、カリホワン社（加里灣/南灣）
- 今中興村：

セトバン社（細道邦/中興）
- 今梅園村：

ルブン社（梅園，1932年～1933年部分併入細道邦）、チンムイ社（盡尾/天狗，1932年～1933年部分併入大安）、ムケラカ社（木喀拉卡，1932年～1937年併入風美、達比拉斯與大安）、ロツカオ社（羅卡火，1936年～1937年併入石壁與風美）、ヤバカン社（野馬敢，1936年～1937年併入鹿湖與風美）
- 今象鼻村：

タイアン社（魯繃/大安，1932年～1933年由部分木喀拉卡、盡尾與得木巫乃建立）、マビルハ社（麻必浩/永安）、テモクボナイ社（得木巫乃/象鼻，1932年～1933年部分併入大安）
- 今士林村：

マナバン社（馬那邦/士林）、スルー社（蘇魯）

## 設施

### 神社
- 今苗栗縣泰安鄉：
  - 汶水社（1939年1月23日鎮座）